# Obersteckholz
Obersteckholz (toponimo tedesco) è un comune svizzero di 412 abitanti del Canton Berna, nella regione dell'Emmental-Alta Argovia (circondario dell'Alta Argovia).

## Storia
Il comune di Obersteckholz è stato istituito nel 1831.

## Società

### Evoluzione demografica
L'evoluzione demografica è riportata nella seguente tabella:
Abitanti censiti

## Geografia antropica

### Frazioni
Le frazioni di Obersteckholz sono:
- Habkerig
- Herrengasse
- Hübeli
- Kleben
- Wald

## Amministrazione
Ogni famiglia originaria del luogo fa parte del cosiddetto comune patriziale e ha la responsabilità della manutenzione di ogni bene ricadente all'interno dei confini del comune.